# La Cañada Flintridge
La Cañada Flintridge es una ciudad estadounidense del condado de Los Ángeles (California). En el censo del año 2010 tenía una población de 20 246 habitantes. Diez años después, en el censo de 2020, tenía 20 573 habitantes.

## Toponimia
El nombre de La Cañada Flintridge proviene de la palabra española cañada y ésta, a su vez, del latín canna, que significa "espacio de tierra entre dos alturas poco distantes entre sí" o "vía para los ganados trashumantes", la cual debía tener 90 varas de ancho. Su pronunciación según la IPA es [ka 'ɲa da]. En el idioma inglés La Cañada se pronuncia ocasionalmente La Kin-yaw-duh, en vez de La Can-a-da (como Canadá) porque mantiene la virgulilla ~ en la ñ.

## Geografía
La Cañada Flintridge está ubicada en 34°12′22″N 118°11′58″O / 34.20611, -118.19944
Según la Oficina del Censo de Estados Unidos, la ciudad tiene un superficie total de 22.4 km².
La Cañada Flintridge está ubicada en la punta este del Crescenta Valley. Está situada entre las faldas de la Sierra de San Gabriel y las de San Rafael Hills, en el Bosque nacional de Ángeles. La ciudad alberga los Descanso Gardens y el Jet Propulsion Laboratory.

## Clima
La Cañada varía en elevación de entre 320-510 m s. n. m. Ocasionalmente, durante una tormenta de invierno, las elevaciones más altas de la ciudad pueden cubrirse con rastros de nieve. Dentro de las cercanías, a más o menos 70 km, existen pequeñas estaciones de esquí como Mountain High, Mount Baldy y Mount Waterman. El clima de verano es típico de una comunidad a los pies de las montañas. Corrientes cálidas de las montañas calientan la ciudad, manteniéndola a una temperatura más alta que la ciudad vecina de Los Ángeles.

## Historia
Durante la etapa española, la zona era conocida como Rancho La Cañada, o el Rancho del Cañón.
En el territorio había dos comunidades diferentes (La Cañada y Flintridge), hasta que se incorporaron en 1976, en tierras no incorporadas del condado de Los Ángeles. El nombre de la ciudad específicamente carece de guion, para ilustrar esta unidad entre las comunidades que en otro tiempo eran conocidas como La Cañada y Flintridge.
La Cañada Flintridge fue durante algún tiempo la ciudad de California con el nombre más largo, con 18 letras. El título fue cedido a Rancho Santa Margarita.

## Demografía
En el censo del 2000, había 20 318 personas, 6 823 hogares y 5 690 familias residiendo en la ciudad. La densidad de población era de 906,9/km². Había 6 989 unidades residenciales en una densidad promedio de 312 habitantes por km². La composición racial de la ciudad en 2010 era la siguiente: blancos no hispanos (64,7 %), negros o afrodescendientes (0,5 %), indios americanos (25,8 %), asiáticos (0,02 %), isleños del Pacífico (1,2 %), personas de otras razas (1,2 %), personas de dos o más razas (3,4 %). El 6,3 % de la población era hispana o latina de cualquier raza.
Había 6 823 hogares, de los cuales el 44.1 % tenía niños menores de 18 años viviendo en ellos, el 73.7 % estaba formado por parejas casadas que vivían juntas, el 7.3 % eran llevados por mujeres sin esposo presente, y el 16.6 % no tenían lazos familiares entre sí. El 14.4 % de todos los hogares estaban formados por un solo individuo y el 8 % tenía a una persona que vivía sola y que tenía 65 años de edad o más. El tamaño promedio de los hogares era de 2.95 personas y el tamaño de familia promedio era de 3.27 miembros.
Por edades, la población se distribuía de la siguiente manera: menores de 18 años, 29.8 %; entre 18 y 24 años, un 5.1 %; entre 25 y 44 años, un 20.9 %; entre 45 y 64 años, un 30.2 %; y con 65 años o más, un 14 %. La media de edad era 42 años. Por cada 100 mujeres había 93.1 hombres. Por cada 100 mujeres de 18 o más años había 90.5 hombres.
El ingreso medio para un hogar en la ciudad era de 109 989 dólares y para una familia era de 122 779 dólares. Los hombres tenían una mediana de ingresos de 92 760 dólares frente a los 57 321 dólares de las mujeres. La renta per cápita de la ciudad era 52 838 dólares. Cerca del 3.6 % de las familias y del 4.3 % de la población estaban bajo la línea de pobreza, incluyendo a un 4.8 % cuya edad era menor de 18 años y un 5.1 % con 65 o más años.

## Celebridades
En esta comunidad han vivido varios actores, entre ellos Haley Joel Osment y Emily Osment, Kevin Costner, Sawyer Sweeten, Ron Howard, Diane Farr, Tiffany Alvord, Miley Cyrus  y su padre, el cantante de country Billy Ray Cyrus.
También es una localización popular para filmes y películas. Las películas de la saga American Pie, Old School, Date Movie e It's a Wonderful Life fueron filmadas allí.

## Educación
El La Cañada Unified School District le da servicio a casi toda la ciudad. Tres escuelas públicas ofrecen los grados K-6: La Cañada Elementary, Palm Crest Elementary y Paradise Canyon Elementary School. La preparatoria pública, La Cañada High School, que también ofrece los grados secundarios (grados 7-8), es desde el 2004 una Blue Ribbon School. Además, una pequeña poción de la ciudad está cubierta por el Distrito Escolar Unificado Glendale, con estudiantes de La Cañada Flintridge asistiendo a la Mountain Avenue Elementary School]] (una Blue Ribbon School desde el 2005), Rosemont Middle School, Clark Magnet High School y Crescenta Valley School. En la ciudad también hay algunos colegios privados, como el afamado St. Francis High School, Flintridge-Sacred Heart Academy y la Flintridge Preparatory School.

## Medios de comunicación
La Cañada publica dos semanarios distintos: La Cañada Valley Sun, que forma parte de la Times Community News, una división de Los Angeles Times; y la Cañada Outlook, operado por La Cañada News, Inc. Ambos semanarios son publicados los jueves.

## Gobierno de la ciudad
La Cañada Flintridge está gobernada por el ayuntamiento, que está compuesto por cinco miembros, cada uno elegido en términos que se sobreponen por cuatro años. Cada año, el ayuntamiento elige a uno de sus miembros para servir como alcalde y a uno para servir como alcalde suplente por un período de un año. El ayuntamiento está ayudado por cinco comisiones y dos comités, cada uno con su área de responsabilidad. Además, el ayuntamiento asigna al Administrador, Fiscal y Tesorero de la Ciudad, y a cada uno de los miembros de sus órganos de consejo. También sirve como junta de gobierno para la Corporación Pública de Mejoramiento, la Agencia de Redesarrollo, la Autoridad Local Financiera de LCF y los Distritos de Saneamiento n.º 28 y 34.
Los Miembros Actuales del Ayuntamiento son:
- Alcalde: Keith Eich
- Alcalde Suplente: Richard B. Gunter III
- Miembro: Kim Bowman Jr.
- Miembro: Teresa Walker
- Miembro: Michael T. Davitt

El ayuntamiento se reúne el primer y tercer lunes de cada mes a las 19.00 hrs (7 PM) en las Cámaras del Consejo del Ayuntamiento de La Cañada Flintridge.

## Organizaciones civiles
La Cañada tiene muchos clubes y organizaciones religiosas y sociales, entre ellas:
- Assistance League of Flintridge
- Cañada Auxiliary of Professionals of Assistance League of Flintridge
- Crescenta-Cañada Club Leones
- Delta Kappa Gamma, Alpha Upsilon Chapter
- Flintridge Guild of Children's Hospital Friends of La Cañada Flintridge Library
- Girl Scout Association of La Cañada
- Glendale Community Foundation
- Kiwanis Club of La Cañada
- La Cañada Flintridge Chamber of Commerce and Community Assn
- La Cañada Flintridge Coordinating Council
- La Canada Flintridge Democratic Club
- La Canada Flintridge Educational Foundation
- La Cañada Flintridge Orthopaedic Guild
- La Canada Flintridge Tournament of Roses  Archivado el 29 de septiembre de 2007 en Wayback Machine.
- La Cañada Flintridge Trails Council
- La Cañada Flintridge Women's Club
- La Canada High School 7/8 PTA
- La Canada High School 9-12 PTA
- La Cañada High School Friends of Drama
- La Cañada High School Music Parents Association
- La Canada Junior Baseball/Softball Association
- La Cañada Junior Women's Club
- La Cañada Newcomers Club
- La Canada Presbyterian Church
- La Cañada Thursday Club
- La Cañada Valley Beautiful
- La Crescenta Valley Republican Women Federation
- Lanterman Historical Museum Foundation
- Leisure Club of La Cañada Flintridge
- Lions Club Foundation
- Los Altos Auxiliary of the Sycamores
- Palm Crest Elementary School PTA
- Paradise Canyon Elementary School PTA
- Roger Barkley Community Center
- Rotary Club of La Cañada Flintridge
- Community Scholarship Foundation of La Cañada Flintridge
- Special Children's League
- St. Bede's Parish Council of Women
- St. Bede's Church Skidettes
- Verdugo Hills Hospital Volunteers
- Wellness Community - Foothills
- Women's Council of Verdugo Hills Hospital & Foundation
- Towne Singers
- The Young Republicans of La Canada Flintridge
- The Young Democrats of La Canada Flintridge

## Puntos de interés
- La Cañada Flintridge alberga el Jet Propulsion Laboratory (JPL) de la NASA, que es responsable de muchas pruebas espaciales.
- El primer campo de disc golf está ubicado en el Hahamonga Watershed Park, justo fuera de La Cañada FLintridge.
- La Cañada alberga la colección más grande de especies de camellia en Norteamérica en los Descanso Gardens: http://www.descansogardens.org/site/
- El Centro Ciudad de La Cañada se abrió en 2008. Este centro comercial tiene muchas restaurantes y minoristas, como un Sport Chalet, un Panera Bread, un HomeGoods, y muchas más.[5]